# 209552 Isaacroberts
209552 Isaacroberts este un asteroid din centura principală de asteroizi.

## Descriere
209552 Isaacroberts este un asteroid din centura principală de asteroizi. A fost descoperit pe 9 noiembrie 2004 la Haleakala, în cadrul proiectului Faulkes Telescope Educational Project. Asteroidul prezintă o orbită caracterizată de o semiaxă mare de 2,29 ua, o excentricitate de 0,14 și o înclinație de 6,8° în raport cu ecliptica.